# 我与沃尔特家男孩的生活
《我与沃尔特家男孩的生活》（英語：My Life with the Walter Boys）是Netflix原創美国青少年浪漫电视剧，由梅蘭妮·哈索爾（Melanie Halsall）開創兼監製，凱爾西·貝瑞（Kelsey Barry）和阿里·諾瓦克（Ali Novak）共同編劇。本剧改编自阿里·诺瓦克於2014年发表在Wattpad的同名小说，劇情講述女主角潔琪（Jackie）因一場意外失去雙親，並被母親好友收養到一個在科羅拉多州的鄉村家庭。
領銜主演為妮基·羅德里格斯（Nikki Rodriguez），其他主演包括莎拉·蕾佛蒂、馬克·布魯卡斯、諾亞·拉朗德（Noah LaLonde）、阿什比·金特里（Ashby Gentry）和強尼·林克（Johnny Link）等人。
首季于2023年12月7日在Netflix播出，兩週後，Netflix宣布续约了第二季。

## 劇情大綱
来自曼哈頓的女孩杰基·霍华德（妮基·罗德里格斯饰）在一场意外失去父母後，母亲的好友凱薩琳·華特（Katherine Walter）收養她並成为其监护人，將她从纽约上东区带到科羅拉多州的郊区生活，同时还有沃尔特家的七个男孩也住在这里。

## 演员及角色

### 主要角色
- 妮基·罗德里格斯（Nikki Rodriguez）饰演 杰基·霍华德（Jackie Howard）：來自纽约市的高中女孩，母親是知名時裝設計師。但潔琪因一场车祸意外失去了父母和姊姊露西，被迫搬到科罗拉多州的華特大家庭居住。
- 诺亚·拉朗德（Noah LaLonde）饰演 科尔·沃尔特（Cole Walter）：凱薩琳和喬治的雙胞胎兒子，丹尼的双胞胎兄弟。高二生，身材精壯，曾是銀瀑高中（Silver Falls High School）美式足球隊的四分衛，因摔斷了腿而無法繼續打球。
- 阿什比·金特里（Ashby Gentry）饰演 亚历克斯·沃尔特（Alex Walter）：凱薩琳和喬治的四子。高一生、一個內向的書呆子，對潔琪一見鍾情，是潔琪在銀瀑高中的同班同學。
- 強尼·林克（Johnny Link）饰演 威尔·沃尔特（Will Walter）：凱薩琳和喬治的長子，是一名房屋仲介，與即将结婚的未婚妻一起住在市區。
- 科里·福格尔马尼斯（Corey Fogelmanis）饰演 内森·沃尔特（Nathan Walter）：凱薩琳和喬治的五子。喜歡音樂。
- 康纳·斯坦霍普（Connor Stanhope）饰演 丹尼·沃尔特（Danny Walter）：凱薩琳和喬治的雙胞胎兒子，科尔的双胞胎兄弟兼同班同學。
- 柔伊·索爾（英语：Zoë Soul） 饰演 海莉·杨（Hayley Young）：威尔的未婚妻，糕點店的服務人員。
- 莎拉·蕾佛蒂 饰演 凯瑟琳·沃尔特（Katherine Walter）：一名兽医，潔琪母親的好友，後成為潔琪的養母和法定监护人。
- 馬克·布魯卡斯 饰演 乔治·沃尔特（George Walter）：凱薩琳的丈夫、潔琪的養父和法定监护人。

### 常設角色
- 迈尔斯·佩雷斯（Myles Perez）饰演 李·加西亚（Lee Garcia）：滑板少年，沃尔特家七兄弟的堂兄弟，和他们住在一起。
- 艾萨克·阿雷莱恩（Isaac Arellanes）饰演 艾薩克·加西亞（Isaac Garcia）：李·加西亚的哥哥，也和他们住在一起。
- 阿利克斯·韦斯特·莱弗勒（Alix West Lefler）饰演 帕克·沃尔特（Parker Walter）：凱薩琳和喬治唯一的女兒，杰基的养妹。
- 迪恩·皮特瑞（Dean Petriw）饰演 乔丹·沃尔特（Jordan Walter）：凱薩琳和喬治的六子，夢想是成為電影導演。
- 伦尼克斯·詹姆斯（Lennix James）饰演 本尼·沃尔特（Benny Walter）：凱薩琳和喬治的七子，也是家中最小的孩子。
- 艾莉莎·牛顿（英语：Alisha Newton） 饰演 艾琳（Erin）：科尔的女友，對潔琪的態度不佳。
- 米娅·劳（Mya Lowe）饰演 基利（Kiley）：亚历克斯从幼儿园开始的好朋友，潔琪的同學。
- 杰兰·埃文斯（Jaylan Evans）饰演 斯凯拉（Skylar）：潔琪的同學，一个决心要成为告别致辞代表的青少年。
- 艾莉·歐布萊恩（Ellie O'Brien）饰演 葛雷絲（Grace）：潔琪的同學，喜愛探聽他人私事。
- 阿什利·霍利迪（英语：Ashley Holliday） 饰演 塔拉·雅各布（Tara Jacobs）：銀瀑高中的辅导老師，帮助杰基和海莉的朋友。

### 客串角色
- 亚历克斯·基贾诺（Alex Quijano）饰演 理查（Richard）：杰基的舅舅。
- 加布里埃尔·哈辛托（Gabrielle Jacinto）饰演 欧丽薇亚（Olivia）：艾琳最好的朋友。

## 集數

### 影集概覽
| 季數 | 集数 | 集数 | 上線日期      | 上線日期      |
| ---- | ---- | ---- | ------------- | ------------- |
| 1    | 10   | 10   | 2023年12月7日 | 2023年12月7日 |

### 第1季（2023年）
| 總集數 | 集數 （季） | 標題                                 | 導演                         | 編劇                                                                      | 上線日期      |
| ------ | ----------- | ------------------------------------ | ---------------------------- | ------------------------------------------------------------------------- | ------------- |
| 1      | 1           | 欢迎来到科罗拉多 Welcome to Colorado | 傑瑞·奇科里蒂                | 梅蘭妮·哈索爾（Melanie Halsall）                                          | 2023年12月7日 |
| 2      | 2           | Live a Little                        | 傑瑞·奇科里蒂                | 梅蘭妮·哈索爾                                                             | 2023年12月7日 |
| 3      | 3           | The Cole Effect                      | 妮米莎·穆克吉                | 喬丹·羅斯·辛德勒（Jordan Ross Schindler）                                 | 2023年12月7日 |
| 4      | 4           | Nineteen                             | 妮米莎·穆克吉                | 強納森·羅斯勒（Jonathon Roessler）                                        | 2023年12月7日 |
| 5      | 5           | 感恩节 Thanksgiving                  | 傑瑞·奇科里蒂                | 托尼亞·巴塔查瑞亞（Tawnya Bhattacharya）、 阿里·萊文塔爾（Ali Laventhol） | 2023年12月7日 |
| 6      | 6           | Baggage                              | 傑瑞·奇科里蒂                | 潔西卡·薩格斯（Jesikah Suggs）                                            | 2023年12月7日 |
| 7      | 7           | Small Town Rumors                    | 溫尼佛·瓊 （Winnifred Jong） | 凱爾西·貝瑞（Kelsey Barry）                                               | 2023年12月7日 |
| 8      | 8           | Spinning Out                         | 溫尼佛·瓊                    | 強納森·羅斯勒、喬丹·羅斯·辛德勒、 格蕾絲·康登（Grace Condon）             | 2023年12月7日 |
| 9      | 9           | Revolutions                          | 傑森·普雷斯利                | 托尼亞·巴塔查瑞亞和阿里·萊文塔爾                                          | 2023年12月7日 |
| 10     | 10          | Happily Ever After                   | 傑森·普雷斯利                | 梅蘭妮·哈索爾                                                             | 2023年12月7日 |

## 制作
在generation Studios收购Komixx Entertainment之后，索尼影视和generation Studios正在制作《我与沃尔特家男孩的生活》。埃德·格劳瑟（Ed Glauser）曾是Netflix电影系列《親親小站》的执行制片人，他与梅蘭妮·哈索爾（Melanie Halsall）一起进行了该剧的制作。
该系列的拍摄于2022年3月在加拿大艾伯塔省开始，并于2022年9月结束。
该剧的制作在艾伯塔省各地进行，拍摄地点包括卡尔加里市、科克伦镇和克罗斯菲尔德镇。2023年12月19日，Netflix续约了第二季。

## 播出
《我与沃尔特家男孩的生活》于2023年12月7日开播。

## 评价
根据評論匯總网站爛番茄汇总的10篇评论文章，40%的评论家给予该作正面评价，平均打分为4.9分（满分10分）；在Metacritic上，6位影評人共給予了50分的分數（滿分100分），這部電影獲得了「評價褒貶不一或一般」。。